# Flèche wallonne 1985
La Flèche wallonne 1985, 49e édition de la course cycliste, a lieu le 17 avril 1985 sur un parcours de 219 km. La victoire revient au Belge Claude Criquielion, qui a terminé la course en 5 h 39 min 50 s, devant l’Italien Moreno Argentin et le Français Laurent Fignon.
Sur la ligne d’arrivée du mur de Huy, 84 cyclistes ont terminé la course. C'est la première fois que le mur de Huy sert d'arrivée.

## Classement final
| #  | Coureur            | Équipe                |    | Temps           |
| -- | ------------------ | --------------------- | -- | --------------- |
| 1  | Claude Criquielion | Hitachi-Marc-Splendor | en | 5 h 39 min 50 s |
| 2  | Moreno Argentin    | Sammontana-Bianchi    | +  | 1 min 49 s      |
| 3  | Laurent Fignon     | Renault-Elf           |    | 1 min 59 s      |
| 4  | Acácio da Silva    | Malvor-Bottecchia     |    | 2 min 16 s      |
| 5  | Yvon Madiot        | Renault-Elf           |    | 3 min 34 s      |
| 6  | Emanuele Bombini   | Del Tongo-Colnago     |    | 3 min 37 s      |
| 7  | Mario Beccia       | Malvor-Bottecchia     |    | 3 min 43 s      |
| 8  | Jörg Müller        | Skil-Sem-KAS-Miko     |    | 3 min 55 s      |
| 9  | Eric Van Lancker   | Fangio-Marc-Mavic     |    | 3 min 59 s      |
| 10 | Pascal Poisson     | Renault-Elf           |    | 4 min 02 s      |